# Dvorska
Dvorska es una localidad de Croacia situada en el municipio de Suhopolje, condado de Virovitica-Podravina.

## Geografía
Se encuentra a una altitud de 136 m s. n. m. y a 162 km de la capital nacional, Zagreb.

## Demografía
En el censo de 2011 el total de población de la localidad fue de 15 habitantes.
| Gráfica de población de Dvorska 1857-2011                           |
|                                                                     |
| Según los censos de población de la oficina estadística de Croacia. |